# 池田大作

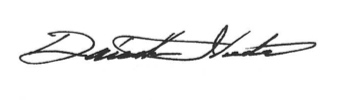
池田の署名

池田が会長を務めた創価学会の三色旗
青は「平和」、黄は「栄光」、赤は「勝利」を表すとされる。

池田が会長であった、創価学会インタナショナルの八葉蓮華章入り三色旗

池田 大作（いけだ だいさく、1928年〈昭和3年〉1月2日 - 2023年〈令和5年〉11月15日）は、日本の宗教家、作家。創価学会名誉会長。
創価学会会長（第3代）、創価学会インタナショナル（SGI）会長などを歴任。創価大学、創価学園設立者でもある。山本 伸一や法悟空のペンネームで作家活動も行っていた。

## 概要
東京府荏原郡大森町（現、東京都大田区大森）に、海苔製造業を営む池田子之吉の五男として生まれる。羽田第二尋常小学校から羽田高等小学校を卒業し、鉄工所に勤務。青春時代は、肺病との闘病を経験。トルストイ、ユゴー、ゲーテ、ホイットマンらの文学に親しみ、詩作を行い、人生についての思索をめぐらせる日々であったという。第二次世界大戦終戦後、勤労の傍ら旧制東洋工業学校、大世学院（後、東京富士大学、東京富士大学短期大学部）に通学。1947年（昭和22年）8月、小学校時代の友人に誘われ創価学会を知る。そこで戸田城聖と出会ったことをきっかけに、19歳で創価学会に入会。1949年、戸田の経営する日本正学館に出版編集者として入社すると同時に創価学会での活動を始める。1951年に戸田が創価学会第2代会長に就任するが、池田は同時に青年部で活発な活動を始め、1954年には青年部参謀室長に就任。その後、創価学会の中心的存在となる。その後は、強力な折伏、公明党の票数獲得などに奔走。
戸田の死後、1960年（昭和35年）に創価学会第3代会長に就任。827万世帯を超えるまでに発展させた。会長就任以降、海外での布教も強化。1975年、創価学会インタナショナルを設立し会長に就任。第三文明論など仏教を基礎として文明論、学問論、政治論を展開。政界にも進出し、教育・文化・平和活動などに尽力。1964年には、公明党を結成。同党は1970年、「国民政党」として宗教色を廃し、衆議院で最大51議席を獲得するまでとなり、1993年（平成5年）以降は一時期を除き連立政権の一翼を担うに至った。小説『人間革命』、『新・人間革命』など膨大な著書を執筆し、平和、環境、教育問題などに関する言及を行ったほか、創価学会の歴史や理念、将来の構想などを語った。こうした点を含め、池田は「生身で語る宗教家」として評価された。1983年には国連平和賞を受賞。
創価学会会長を退いて以降も、組織内において影響力を保持していたという。一部の学会幹部の中では、後任の第４代会長以降は組織の代表者にすぎないとの見解があったとされる。会長退任後も積極的に活動していたが、2010年5月13日の本部幹部会以降、創価学会内の公式行事を全て欠席し、主に執筆活動などに専念した。2023年11月15日、東京都新宿区の自宅で老衰のため死去した。

## 来歴

### 1949年まで

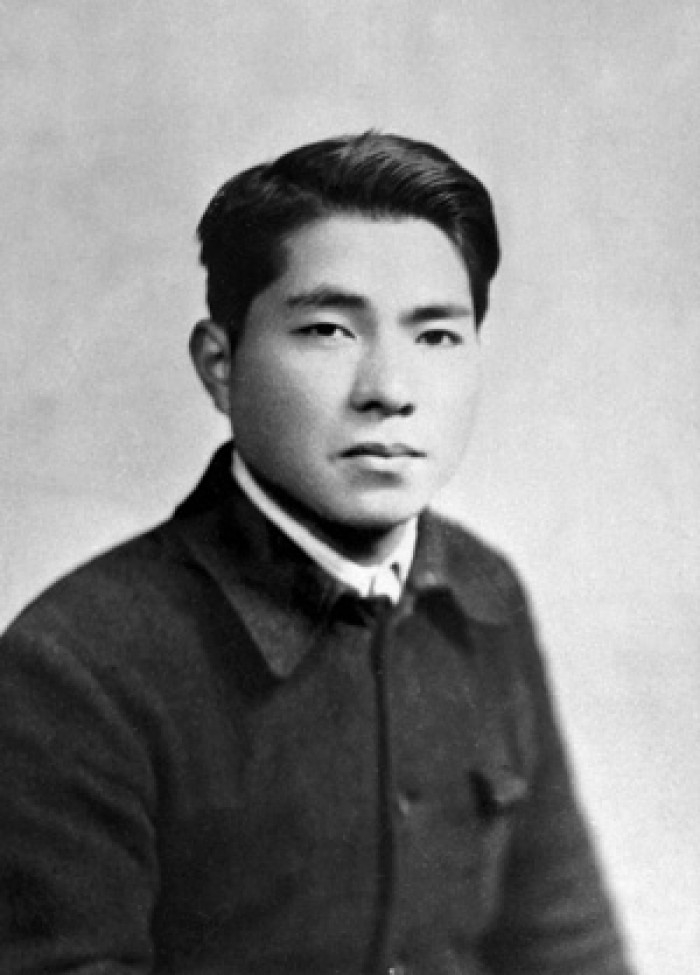
19歳の大作

1928年1月2日、東京府荏原郡入新井町（現在の東京都大田区大森北）に誕生。
1940年3月、尋常小学校卒業の後、兄が勤めていた「新潟鐵工所」に就職。1945年8月、肋膜炎を患い茨城県の結核療養所へ入院するための順番待ちをしていた中で終戦を迎える。同年9月、新橋にある昭文堂印刷で文選工をする傍ら、私立の東洋商業学校（現、東洋高等学校）に編入。1946年、東京都大田区森ヶ崎にある協友会に加入。昭文堂印刷退社後、京急蒲田駅裏にある中小企業の組合蒲田工業会（現：「蒲田工業協同組合」）に勤務。1947年3月、東洋商業学校を卒業。同年8月14日 小学校時代の同級生の女性から「仏教や哲学のいい話がある」と誘われ座談会に出席。戸田城聖の御書講義、小平芳平の折伏を受け、入信を決意し、同年8月24日、創価学会に入信手続きを行った。1948年、大世学院（後の東京富士大学短期大学部）の政経科夜間部に入学。1949年1月3日、日本正学館に入社。少年雑誌『冒険少年』（同年8月に『少年日本』と改題）の編集に携わる。同年5月、日本正学館編集長に就任。同年10月、東京建設信用組合に入社。

### 1950年代
1950年10月、大蔵商事（現：日章）に異動。1951年5月3日、戸田が創価学会の第2代会長に就任。同年5月、蒲田支部大森地区の地区委員に任命される。同年7月、青年部（男子部）が結成され、第1部隊長に就任。1952年3月、参謀室長に就任。5月3日、白木香峯子と結婚。1953年11月25日、長男博正の誕生を期に、正式に「太作（たいさく）」から「大作（だいさく）」に改名。1954年3月30日、青年部参謀室長に任命。同日 設置された「情報部」最高顧問に就任。この頃に大蔵商事を離職。同年12月3日、新設された渉外部長を兼任。
1957年7月4日、参議院大阪府選挙区の補欠選挙において、一部の創価学会員が候補の名前が記されたタバコを配布。この違反行為を池田が指示もしくは黙認したという事実はないにもかかわらず、公職選挙法違反（買収）の疑いで逮捕、大阪東警察署と大阪拘置所に勾留された。
同年7月29日、創価学会幹部45人と共に起訴される。後に検察官より禁固10か月の求刑を受けるが、後に池田の無罪が確定する。
1958年4月2日、戸田が死去（58歳没）。同年6月、新設された総務を青年部参謀室長と兼任。1959年6月30日、青年部参謀室長を辞任し参謀室の北条浩、龍年光と共に創価学会理事に就任。

### 1960年代

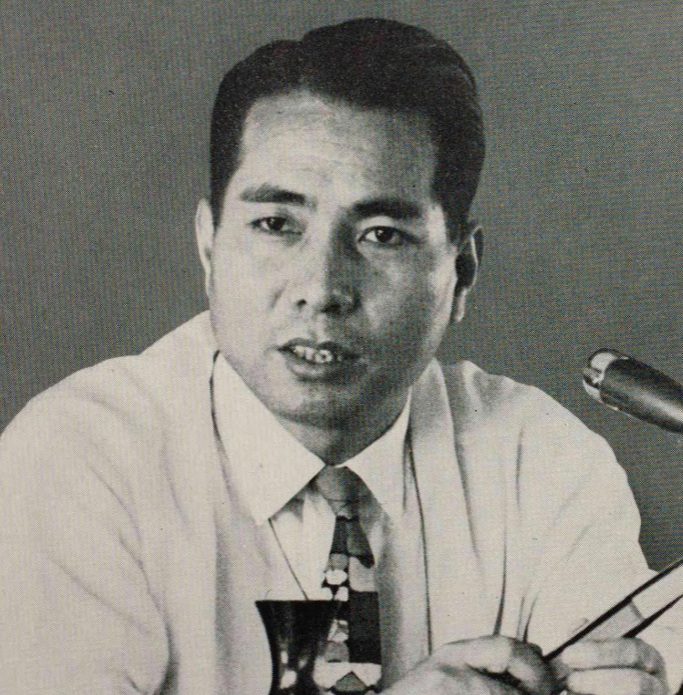
1962年頃

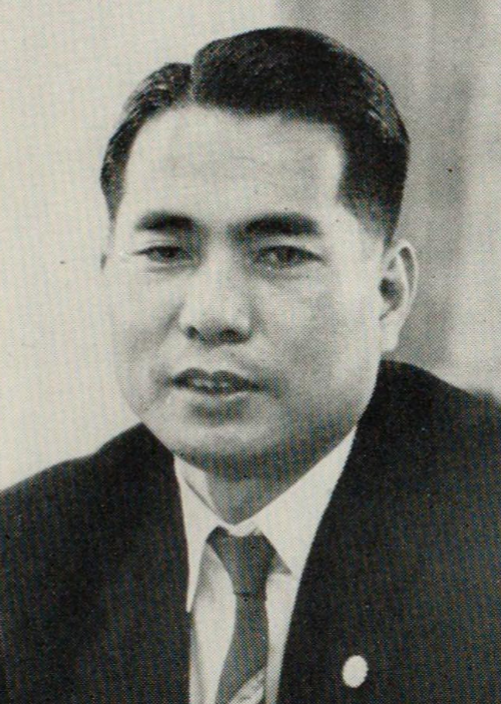
1962年5月27日撮影

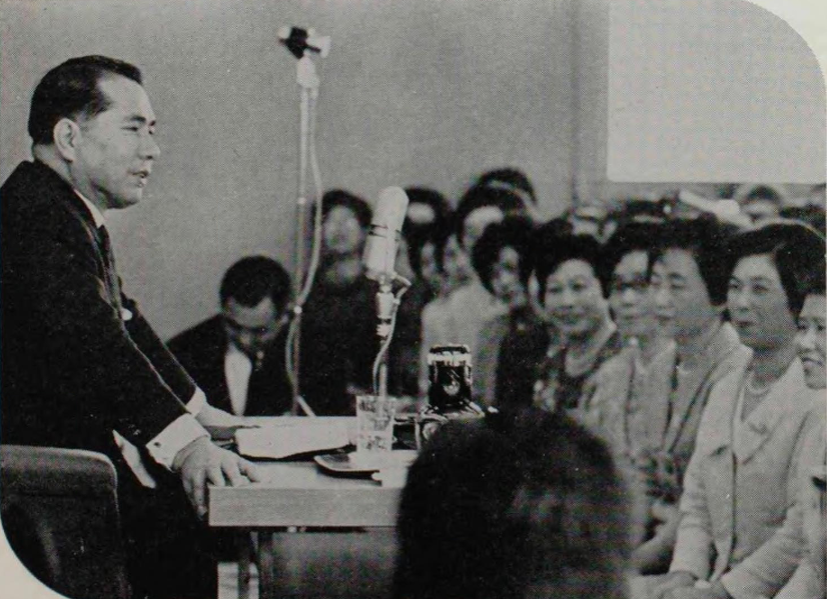
岐阜県岐阜市にて（1960年代）

1960年5月3日、創価学会第3代会長に就任。戸田の七回忌までに300万世帯の弘教を掲げる。同年10月、初の北南米訪問。以後、40年で海外54カ国・地域を訪問。現地会員の激励と各国の指導者、知識人との対話を重ねる。1961年1月28日、初のアジア訪問6カ国・地域訪問。同年3月27日、会員世帯数185万世帯を達成。同年10月4日、ヨーロッパ9カ国訪問。同年11月27日、公明政治連盟（公政連）を結成。1962年1月25日、大阪事件で無罪判決が言い渡される。同年1月27日、東洋学術研究所 （現・東洋哲学研究所）を創立。
1963年7月27日、会員世帯数360万世帯を達成。同年10月18日、芸術・文化の交流が真実の世界平和の基盤となると提唱し、芸術交流を推進する音楽文化団体として民主音楽協会（民音）を設立を創立。1964年5月3日、第27回本部総会において、政党の創設と衆議院進出、ならびに正本堂の建立・寄進の計画を発表。宗門から法華講総講頭に任命される。同年11月17日、公明党を結成。結党宣言で、日蓮の『立正安国論』を引用し、王仏冥合・仏法民主主義、すなわち人間性の尊重を基調とした民主主義の基盤つくりや大衆に深く根をおろした大衆福祉を実現する旨を発表した。1965年1月1日、聖教新聞紙上で小説「人間革命」の連載を開始。1968年9月8日、第十一回創価学会学生部総会における講演で、中華人民共和国の正式承認と日中国交正常化、中国の国連加盟などを提言。

### 1970年代
この頃、イギリスの歴史学者であるトインビー博士との対談を1972年に行ったのをはじめ、国内外の有識者との対談を行うようになっていった。その他の対談者として、松下電器の創業者・松下幸之助氏（76年４月）、アメリカの経済学者・ガルブレイス博士（78年10月）などが挙げられる。1970年、創価学会と公明党に対する批判本に対して、公明党委員長の竹入義勝（当時、後に公明党から造反）の要請で自民党幹事長の田中角栄（当時）が著者の藤原弘達に出版の中止を求めた。この交渉が「言論妨害」であると共産党の機関紙『赤旗』が批判し、野党議員が池田の証人喚問を要請した。同年5月3日、創価学会第33回本部総会において、「言論妨害という意図はまったくなかったが、結果として、妨害と受けとられ、関係者に圧力を感じさせ、世間にもご迷惑をかけてしまったことは、まことに申し訳ないと残念に思っております」と述べた。1974年9月、ソ連を訪問し、アレクセイ・コスイギン首相と会見。同年10月29日、創価学会の代表役員を辞任し、北条浩が代表役員並びに理事長に就任。同年11月、『中国の人間革命』（毎日新聞社刊）を出版。創価学会本部総会で、「七つの鐘」構想を発表。1990年までに広宣流布の総仕上げを目標に掲げた。1975年1月1日、創価学会本部において創価学会常住御本尊の入仏式を行った。同月、創価学会の世界的組織、SGI（創価学会インタナショナル）の会長に就任。1976年、月刊誌『月刊ペン』の3月、4月号の記事に対し、名誉毀損に当たるとして創価学会及び相手とされた創価学会員らと共に月刊ペン社の発行人と編集長隈部大蔵を刑事告訴した。後の判決では「到底その真実性が立証されたとはいいがたい」とされ、隈部は罰金刑を言い渡された。隈部は最高裁に上告したが、1987年に本人が死亡し審理が終了した。この審理の裏で、かつて創価学会の顧問弁護士でありながら、創価学会への恐喝事件を起こし逮捕された山崎正友は、自著『「月刊ペン」事件　埋もれていた真実』で、月刊ペン社の社長だった原田倉治に要求され示談金2000万円を払っていたと主張している。
1977年1月15日、第9回教学部大会で「仏教史観を語る」と題する講演を行う。創価学会独自の経本を作る。（「昭和52年路線」）これに反発した日蓮正宗内の若手僧侶が創価学会の教義逸脱を正す旨の活動を開始。
1978年6月30日、「教学上の基本問題について」と題し、教義逸脱を是正することを『聖教新聞』紙上で表明。同年9月3日、『聖教新聞』が「今まで本部として謹刻させていただいた数体の板御本尊について御指南を仰ぎ、猊下よりすべて学会本部に宝物としてお納めくだされば結構ですとのお話があった」と本尊模刻を認める記事を掲載。同年11月7日、本尊模刻等について責任を取る形で、大石寺にお詫び登山を行ったとされているが、『暁闇』によると当時の法主・日達からは事前に本尊謹刻の許可を得ていたものの、僧俗和合の大義、宗内を広く覆っていた「法主に反論することは謗法」といった宗教的禁忌観、法主の権威失墜を防ぐといった理由があり、「無断で模刻した」という言説に反論せずに事態の収拾に動いた結果であるとしている。1979年4月24日、日蓮正宗との問題で創価学会会長を引責辞任。新しく創設したポストである名誉会長に就任。終身制だった会長職を5年の任期と変更、後任の会長には北条浩が就任。
同年4月26日、法華講総講頭を引責辞任。他の法華講と同様に日蓮正宗の監督を受けることを約束。日蓮正宗の管長日達より、法華講名誉総講頭の辞令をもらう。同年5月3日 日蓮正宗の法主、日達が池田名誉会長ら創価学会幹部の反省を受け入れ、問題の収束を宣言。

### 1980年代
1979年に名誉会長に就任して以降、海外訪問により力を入れていった。その背景には、仏法の社会展開、海外発展のため、宗門の教学から離れ、仏法哲学の革新・普遍化するとの目的があった。80〜81年の2年間で6回海外訪問を行い、滞在日数は144日間におよんだ。デクエヤル国連事務総長（82年8月）、中国の胡耀邦総書記（84年6月）、タイのプーミポン国王（88年2月）、イギリスのサッチャー首相（89年5月）などの有識者や国家元首等との会見を行った。
1981年、世界芸術文化アカデミーから「桂冠詩人」の称号が贈られた。1982年10月15日、東京地裁における『月刊ペン』に関する差し戻し裁判（第27回公判）に検察側の証人として出廷。
1983年1月25日、「SGIの日」記念提言を発表（これ以後、毎年発表）。同年6月、ルーマニアを訪問し、当時の大統領だったニコラエ・チャウシェスクと会談。「大統領は愛国主義者であり、平和主義者であり、民族主義者であることがよく、理解できました」との賛辞を贈った。同年8月、国連平和賞を受賞。1984年1月2日、日達の後を継ぎ、67世の法主となった 日顕により再び「法華講総講頭」に再任。

### 1990年代
創価学会は日蓮正宗と決別し、世界宗教としての側面を強めることになる。池田は国内外の著名人との対談に力を入れ、ミハイル・ゴルバチョフソ連大統領（当時）やネルソン・マンデラ、ローザ・パークス等との会見を行った。
1990年7月27日、ミハイル・ゴルバチョフ大統領（当時）と会談。ペレストロイカの現状と意義、青年への期待や平和、人生論などについて幅広く意見を交換した。ゴルバチョフ大統領は会談の席で翌年春の訪日を明言した。会談の様子は翌日付の新聞各紙で「ソ連大統領、来春訪日を明言ーー柔軟な対応用意」（朝日新聞）、「ゴ大統領、来春訪日を明言ーー大幅に歩み寄る」（読売新聞）、「来春の訪日を再確認ーー対日問題、譲歩も示唆」（毎日新聞）などと報じられた。1991年４月16日、ゴルバチョフ大統領は池田との約束通り来日し、４月18日には両氏による２度目の会談が実現した。同年10月31日、南アフリカの人種差別政策と戦ったネルソン・マンデラ大統領（当時）と会談した。この会談は、池田大作とトインビー博士の対談集『２１世紀への対話』を読んだマンデラ大統領が要望し実現した。1990年12月13日、日蓮正宗は創価学会に対し、池田が第35回本部幹部会で法主と宗門を誹謗するスピーチをしたのではないか、と問う質問状を渡そうとした。しかし、学会側は文書などではなく話し合いを求めたことで、質問状は一旦撤回された。同年12月17日、改めて日蓮正宗から配達証明付き郵便で「第35回本部幹部会における池田名誉会長のスピーチについてのお尋ね」と題する文書が学会に届けられ、そこには池田が「法主を批判、侮辱した」などの内容が記されていた。これに対して学会側は、スピーチ内容に批判や侮辱はどこにも見当たらなかったため、同年12月23日に宗門との対話を求める返書を郵送したが、対話の機会は設けられなかった。同年12月27日、日蓮正宗は宗規を変更し、池田の法華講総講頭の他、創価学会幹部の法華講幹部の資格喪失を決定した。1991年11月28日、日蓮正宗が創価学会を破門。創価学会とSGIが日蓮正宗と決別。1992年8月11日、日蓮正宗から信徒除名処分を受けた。1993年10月、創価学会が日寛の本尊を複写印刷し会員に授与。

1993年1月30日、アメリカ公民権運動の母と言われるローザ・パークスと会見した。会見の席上、パークスは著名人が「自分の人生に最も影響を与えた写真」を選び掲載する書籍『写真は語る』に、池田との写真を使用したいと申し出た。この要望に対し、池田は応じた。また、パークスから、「ローザ・パークス人道賞」が贈られた。同年8月8日、第69回創価学会本部幹部会において、細川連立政権の内閣発足前日に公明党が大臣ポストを獲得したと語ったことが、国会で問題となる当時創価学会会長であった秋谷栄之助は国会で、「当日の新聞の閣僚予想記事の内容を話したのであって、党から何か事前に連絡や相談があったのではない」という旨を説明。同年9月24日 アメリカのハーバード大学で「21世紀文明と大乗仏教」と題して講演。同年10月24日 八王子市に創価学会東京牧口記念会館が開館。同年12月18日 オウム真理教が池田殺害を計画し、創価大学キャンパス内でサリンを噴霧。池田本人は被災を免れたが会員数人が被災。実行犯だったオウム真理教幹部の新実智光もサリンを吸い込み一時重体に陥る。

1994年5月17日モスクワ大学で「人間――大いなるコスモス」と題する記念講演を行った。『中央公論』1995年4月号で、田原総一朗連載対談「戦後五十年の生き証人」で、14年ぶりに日本のジャーナリストのインタビューを受ける。1996年2月11日「戸田記念国際平和研究所」を設立。同年6月、元婦人会員が池田から強姦されたと訴訟を起こすが、後に「訴権の濫用」として訴え自体が退けられた。

1996年6月4日、アメリカのユダヤ系人権団体サイモン・ウィーゼンタール・センターで「牧口常三郎――人道と正義の生涯」と題する講演を行った。同月13日にはアメリカのコロンビア大学ティーチャーズ・カレッジで「「地球市民」教育への―考察」とのテーマで講演した。1997年12月1日、日蓮正宗の一部改正に伴い、創価学会員の日蓮正宗の檀信徒資格が喪失。
1998年11月27日、港区元赤坂の迎賓館で来日中の中華人民共和国主席江沢民と会談。1999年6月4日、フィリピンのジョセフ・エストラーダ大統領と会談。

### 2000年代
2002年、中華人民共和国主席胡錦涛と会談。4月、秋谷会長（当時）が提案し会則が変更された。創価学会の宗教的独自性を明示し、「三代会長」の精神を厳正に継承しゆくための制度・機構を整備するため、池田は、初代会長牧口常三郎、第2代戸田と共に「三代会長」として「永遠の指導者」と規定に定められた。2003年、中華人民共和国首相温家宝と会談。同年3月22日、元ソ連大統領のミハイル・ゴルバチョフと会談。2004年12月、アメリカの世界的経済誌『フォーブス』（Forbes、2004年12月27日号）は、2004年9月6日号に「先生の世界」（「Sensei's World」）と題して、池田及び創価学会に関する記事を特集し掲載。2006年11月30日、国際原子力機関（IAEA）のM.エルバラダイ事務局長と会談。2007年4月12日、来日中の中華人民共和国首相温家宝と会談。日中友好を訴えた首相の国会演説を「不滅の名演説だった」と讃える。2008年5月8日、中華人民共和国主席胡錦涛と会談。

### 2010年代
2010年5月13日の本部幹部会以降、創価学会内の公式行事を全て欠席し、主に執筆活動などに専念した。2011年11月3日、小説『新・人間革命』が新聞小説の連載回数「国内最多」(4726回)となった。2012年6月にブラジルのリオデジャネイロで行われた国連持続可能な開発会議（リオ＋20）に寄せて、「持続可能な地球社会への大道」と題する提言を発表した。2013年11月5日、広宣流布大誓堂で落慶入仏式を行った。2018年6月5日、アルゼンチンの人権運動家でノーベル平和賞受賞者であるアドルフォ・ペレス＝エスキベル博士との共同声明「世界の青年へ　レジリエンス（困難を乗り越える力）と希望の存在たれ！」がイタリアの首都ローマで発表された。一部の週刊誌では重病説や死亡説が取り上げられたが、聖教新聞紙面では不定期に現在の姿とした写真が掲載された。 2018年10月3日の聖教新聞3面では、2018年8月6日に創価学会長野研修道場を訪問した池田夫妻の写真が掲載された。2019年8月23日の聖教新聞3面では、2019年8月9日に創価学会長野研修道場を訪問した池田夫妻の写真が掲載された。同年10月3日の聖教新聞3面では、2019年9月28日に聖教新聞本社の新社屋、創価学会世界聖教会館を訪問した池田夫妻の写真が掲載された。

### 2020年代
2020年1月26日「SGIの日」記念提言「人類共生の時代へ 建設の鼓動」を発表。2020年6月10日の聖教新聞1面では、2016年6月25日に創価学会総本部内の創価世界女性会館で夫人同伴でピアノを弾いている写真が掲載された。2021年1月26日「SGIの日」記念提言「危機の時代に 価値創造の光を」を発表。2022年1月26日「SGIの日」記念提言「人類の転換へ 平和と尊厳の大光」、7月26日「NPT再検討会議への緊急提案」を発表。2023年1月11日ウクライナ危機と核問題に関する緊急提言「平和の回復へ歴史創造力の結集を」、4月27日G7広島サミットへの提言「危機を打開する”希望への処方箋”を」を発表。G7広島サミットへの提言では、核兵器の使用や威嚇は許されないというメッセージを広島から力強く発信すべきだと指摘したうえで「核兵器の先制不使用」の誓約に関する協議を、G7が主導して進めるよう呼びかけた。

#### 死去
2023年11月15日、老衰のため、東京都新宿区の居宅で死去した。95歳没。訃報は同月18日、創価学会のホームページで第一報として伝えた。
同年11月23日、「創価学会葬」が東京都豊島区の東京戸田記念講堂と全国約1000の学会施設を中継で結んで執り行われた。2024年1月30日には、「お別れの会」が都内のホテルで開かれた。アメリカ、中国など約40カ国の大使館関係者のほか、経済界、学術界などから合わせておよそ2600人が参列した。同年1月20日、イタリア・フィレンツェ市とイタリア創価学会の共催による追悼式が、同市庁舎であるヴェッキオ宮殿の五百人広間で行われた。同年2月20日にはベルギーのブリュッセルにある欧州議会で追悼行事が開催された。同議会のピナ・ピチェルノ副議長や、欧州仏教連盟のステファノ・ベッテラ会長、ローマクラブのサンドリン・ディクソン＝デクレーブ共同会長、ICAN（核兵器廃絶国際キャンペーン）のメリッサ・パーク事務局長らが出席した。

## 人物

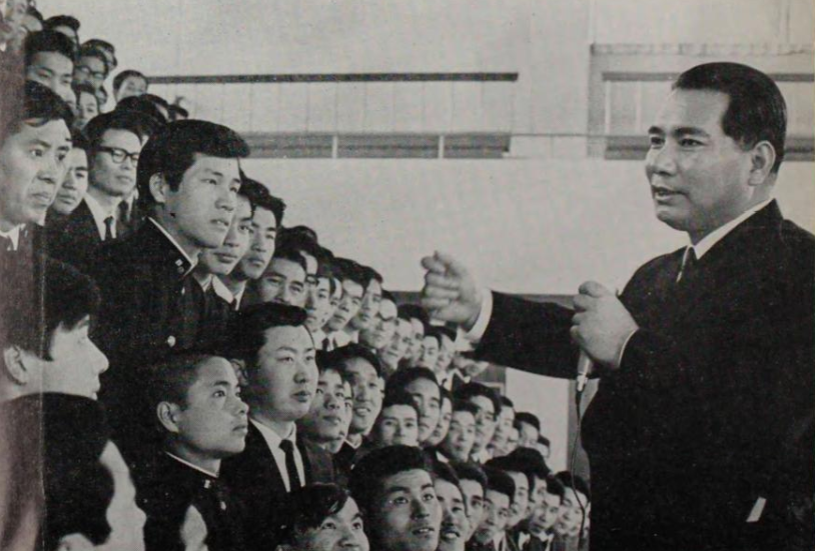
創価学会学生部と池田。群馬県高崎市にて。

### 執筆
随筆、小説、対談集などの他、仏法哲学の解説書、子ども向けの童話なども執筆、また、写真家・詩人としても活動していた。

### 寄稿
池田は、一般紙や地方紙、海外紙にたびたび寄稿を寄せた。例えば、1979年3月7日の埼玉新聞「ガンジスに悠遠をみた 精神大国・インドを訪ねて」、2000年9月18日の四国新聞「教育力の復権へ うちなる『精神性』の輝きを」、2010年3月16日の中国新聞「NPT再検討会議を前に」、2013年5月2日の毎日新聞「世界つなぐ ジャズの『対話精神』」、2014年3月7日のジャパンタイムズ「害救援協力を通し レジリエンスを構築」などがある。

### 対談・講演
国家指導者を初め、教育者、文学者、科学者、芸術家、社会活動家などと会見を多数行ない、発刊した対談集は50にも上る。特に印象に残った人物として周恩来を挙げている。「名優のごとく、言葉がわかりやすく、しかも深い。鋭さと温かさがある。」と評している。また、海外の大学・学術機関で講演を多数行なっていた。

### 文化活動
池田は音楽や美術など文化運動も推進した。
1963年に民主音楽協会を設立した。同協会はオペラ、アルゼンチン・タンゴ、中国の京劇などの公演を実施しており、海外交流国・地域は112を数える。延べ1億2000万人が鑑賞している。音楽博物館や民音研究所の運営、コンクール事業、青少年への音楽文化振興なども展開している。
1983年には、東京・八王子市に東京富士美術館を創設した。世界各国、各時代の絵画・版画・陶磁・武具・刀剣・メダル・写真など約30000点の作品が収蔵されている。
これまで世界各国の政府・文化機関等の要請を受け、19ヶ国1地域、31都市において44回に及ぶ展覧会を開催している。（2024年現在）

### 海外の大学・学術機関での講演
- 1974年4月　カリフォルニア大学ロサンゼルス校（アメリカ）
- 1975年5月　モスクワ大学（ロシア）
- 1980年4月　北京大学（中国）
- 1981年5月　ソフィア大学（ブルガリア）
- 1983年6月　ブカレスト大学（ルーマニア）
- 1984年6月　北京大学（中国）
- 1984年6月　復旦大学（中国）
- 1989年6月　フランス学士院（フランス）
- 1990年3月　ブエノスアイレス大学（アルゼンチン）
- 1990年5月　北京大学（中国）
- 1991年1月　マカオ大学（マカオ）
- 1991年4月　フィリピン大学（フィリピン）
- 1991年9月　ハーバード大学（アメリカ）
- 1992年1月　香港中文大学（香港）
- 1992年2月　ガンジー記念館（インド）
- 1992年6月　アンカラ大学（トルコ）
- 1992年10月　中国社会科学院（中国）
- 1993年1月　クレアモント・マッケナ大学（アメリカ）
- 1993年2月　ブラジル文学アカデミー（ブラジル）
- 1993年9月　ハーバード大学（アメリカ）
- 1994年1月　深圳大学（中国）
- 1994年5月　モスクワ大学（ロシア）
- 1994年6月　ボローニャ大学（イタリア）
- 1995年1月　ハワイ・東西センター（アメリカ）
- 1995年6月　アテネオ文化・学術協会（スペイン）
- 1995年11月　トリブバン大学（ネパール）
- 1996年6月　サイモン・ヴィーゼンタール・センター（アメリカ）
- 1996年6月　コロンビア大学（アメリカ）
- 1996年6月　ハバナ大学（キューバ）
- 1996年10月　ラジブガンジー現代問題研究所（インド）
- 2007年3月　パレルモ大学（イタリア）[93]

### 顕彰
国家勲章、大学からの名誉学位、国連や学術機関からの表彰など、多くの顕彰を受けており、授賞のたびに、創価学会の機関紙『聖教新聞』の一面を飾る事が多い。
海外では、モスクワ大学、グラスゴー大学、ボローニャ大学、フランス学士院、ナイロビ大学等より「名誉博士号」「名誉教授称号」を授与されている。これまで世界の大学・学術機関から池田に贈られた名誉学術称号は、400を超えている。
池田は今まで、自身が創設した創価大学からは1974年に名誉教授を、1983年11月に名誉博士を授与されている。
地方自治体からは、静岡県の富士宮市の名誉市民となっているほか、1977年には第2代会長・戸田城聖の故郷の北海道の厚田村（現石狩市）から「栄誉村民」（1977年）を授与されている。2009年には大阪府高槻市から「国際文化交流貢献賞」が送られた。池田は、オーストリアの政治学者のリヒャルト・クーデンホーフ＝カレルギーとの対談において、「ノーベル平和賞」について「そのような栄誉はほしくもありません。また下さるといっても、受けることもありません。そのような人間が世界に一人くらい、いてもいいでしょう」と語っている。

1988年、「国際理解のためのG・ラマチャンドラン賞」を受賞。このほか、1983年に国連平和賞、1988年に国連栄誉表彰、1989年にラウレアナ・ロサレス 教育・人道賞（フィリピンにあるキャピトル大学から受賞）、同年に平和貢献・国連事務総長表彰などを授与されている。
また、1976年にはノーベル平和賞候補に挙がっているとして週刊現代が報じている。2015年にはノーベル平和賞候補に挙がっているとしてCNNが報じている。

### アジアとの関係

#### 中国での足跡
これまで10度訪中し、北京、西安、鄭州、上海、杭州、広州などを訪れている。周恩来、鄧小平、江沢民、胡錦濤、温家宝、鄧穎超といった政府指導者や政治家をはじめ、小説家の巴金や画家の常書鴻などと交友を結び、平和・文化交流を重ねた。

#### 中国首脳陣との会談
1974年5月30日 中国の招聘により初訪中。 李先念副総理と会見。
1974年12月5日 2度目の訪中。鄧小平副総理と会見。その直後、病気療養中の周恩来総理の強い意志により、周恩来と池田との会見が行われる。1978年9月に周恩来夫人の鄧穎超氏と会見。1979年4月12日には同氏が来日し、東京の迎賓館で会談を行った。
2007年4月12日 温家宝首相と会談。
2008年5月8日 胡錦濤国家主席と会談。

#### 中国の青年や学生らとの交流
1975年3月、創価大学は、日本で初めて、中国から日本への正式な留学生を受け入れた。この際、池田は自ら留学生の身元保証人となった。1985年、「中華全国青年連合会（全青連）」の代表団と会見。その際、全青連と創価学会青年部との間に交流協定が結ばれた。

#### 中国の大学との文化交流
1979年9月、創価大学と北京大学が学術交流協定を締結（双方にとって日中交流第１号）。以来、中国の69大学と学術交流協定を結び（2024年現在）、教員・学生の交換が行われている。
池田は北京大学や復旦大学などで記念講演を行った。北京大学、復旦大学、北京師範大学などで「池田大作研究会」等の研究機関が設立されている。

#### 中国との文化交流
1975年に北京芸術団が、民主音楽協会で初の来日公演。東京富士美術館で中国敦煌展（85年）、北京・故宮博物院名宝展（95年）を開催。2000年には、民主音楽協会が上海雑技団「百戯春秋」を公演、2008年には東京富士美術館が開館25周年・新館オープン記念の企画展として「大三国志展――悠久の大地と人間のロマン――」を開催している。

#### インドでの足跡
池田はインドを５度訪問し、ネルーの盟友でありインドの良心と敬愛されるＪ・Ｐ・ナラヤン、ラジーブ・ガンディー元首相や妻のソニア・ガンディー氏、ナラヤナン元大統領らと交友を深めた 。1992年２月、インドで最も権威のあるガンジー研究機関「国立ガンジー記念館」の招請により、インド国立博物館で「不戦世界を目指して ガンジー主義と現代」と題する講演を行った。講演の模様は、インドの全国紙「タイムズ・オブ・インディア」などで報道された。インド文化関係評議会のカラン・シン会長、世界法律家協会会長を務めたベッド・Ｐ・ナンダ氏や、ガンジー記念館の館長を務めたインド・ガンジー研究評議会議長のＮ・ラダクリシュナン博士、ラビンドラ・バラティ大学の副総長だったバラティ・ムカジー氏との対談集も発刊されている

### アメリカとの関係
1960年10月、池田が初めての海外指導に訪れたのがアメリカである。以来、27回訪米している。また、キッシンジャー合衆国国務長官をはじめとするアメリカの識者との対談集は18点を数える。ハーバード大学では池田の著作がテキストとして扱われている。2001年5月3日、カリフォルニア州にアメリカ創価大学を創設した。

#### アメリカの著名人との交流
1975年1月13日に当時のキッシンジャー合衆国国務長官とアメリカ国務省・長官執務室で会見を行った。1978年1月12日、アメリカのジョン・F・ケネディーの弟であるE・ケネディーとの会談が、聖教新聞社で行われた。1993年1月30日には、アメリカの公民権活動家であるローザ・パークスと会談した。

#### アメリカの大学との文化交流
1970年以降、カリフォルニア大学ロサンゼルス校やハーバード大学、コロンビア大学などで記念講演を行なった。キング国際チャペル所長のローレンス・Ｅ・カーター牧師の提唱でモアハウス大学は「融和のためのガンジー研究所」などと協力して「ガンジー・キング・イケダ――平和建設の遺産」展を、2001年から各地で巡回している。2014年4月には、デポール大学に「池田大作教育研究所」が設立された。

### ヨーロッパとの関係
池田は1961年10月にデンマーク、ドイツ、オランダ、フランス、イギリス、スペイン、スイス、オーストリア、イタリアを初訪問した。以来、ヨーロッパ各国の識者らと交流を結んだ。

#### イギリスでの足跡
1972年と73年にイギリスの歴史学者アーノルド・J・トインビーと対談した。後に対談集「21世紀への対話」となり31言語で発刊されている。1978年12月、オックスフォード大学のブライアン・ウィルソン名誉教授と会見した。その後も交流を続け、対談集「社会と宗教」が発刊された。1989年、サッチャー首相（当時）と会見した。1994年6月には、チャールズ皇太子（現在の英国王）と会見した。同月、グラスゴー大学から名誉学術称号が授与された。

#### イタリアでの足跡
1975年5月、「ローマクラブ」の創設者アウレリオ・ペッチェイ博士と初会見した。その後、5度にわたって交流を結んだ。二人の語らいは対談集「二十一世紀への警鐘」として発刊されている。1981年には、ミラノ・スカラ座のバディーニ総裁と会見。同年9月に、池田が創設した民主音楽協会の招聘によって日本で初めて「ミラノ・スカラ座」公演が行われた。1994年6月、世界最古の大学であるボローニャ大学の招聘を受け、「レオナルドの眼と人類の議会――国連の未来についての考察」と題する講演を行った。2006年1月、イタリア大使館で「功労勲章　グランデ・ウッフィチャーレ章」を授与された。2024年1月20日には、イタリアのフィレンツェ市とイタリア創価学会の共催で、池田の追悼式が挙行された。

### アフリカとの関係
アパルトヘイトの撤廃に尽力したネルソン・マンデラ元南アフリカ大統領と、1990年10月31日と95年7月3日の2回にわたって会談した。91年11月29日、在東京アフリカ外交団（26カ国）の総意として、「教育・文化・人道貢献賞」が贈られた。99年12月、東アフリカ「ケニア作家協会」が「年次総会」で、池田の著作を取り上げた研究発表会を２日間にわたって開催し、その席上「名誉会員証」などが池田に授与された。デクラーク元南アフリカ大統領（1992年6月）、ケニア作家協会のヘンリー・インダンガシ会長（2000年7月）、アフリカ人女性として初のノーベル平和賞を受けたケニアの環境保護運動家であるワンガリ・マータイ氏（2005年２月）と会見した。

### 政見

#### その他の政見
安全保障
「憲法改正論議はいいが、憲法第9条だけは絶対に変えてはいけない」との見解を持っている。日本は国連の常任理事国入りを望んでいるが、安全保障理事会の機軸である集団的自衛権という考えと、それを禁じる日本の憲法との間には矛盾があるので、「国際連合平和維持活動」（PKO）に参加するために、自衛隊とは別個の組織を作るというのが正しい道であろうと思う」との見解を示した（1991年・第16回「SGIの日」記念提言）。1991年の湾岸戦争の直前には、5人の識者と共に、「戦争回避のための『緊急アピール』」をイラクのフセイン大統領宛に送った。しかし、2003年「イラク戦争」の開戦が迫っていた1月26日『聖教新聞』紙上で「軍事力を全否定するということは（中略）政治の場でのオプションとしては、必ずしも現実的とはいえない」、「武力を伴った緊急対応も必要とされるかもしれない。そうした毅然たる姿勢がテロへの抑止効果をもたらすという側面を全く否定するつもりはない」との見解を示した。
選挙
1999年 SGI（創価学会インタナショナル）の日（1月25日）付の『聖教新聞』で首相公選制を提言。
教育
『朝日新聞』（2001年5月23日付）の「私の視点」というコラムで、「教育基本法」の見直しについて、「拙速は慎むべきである」、「『教育勅語』に盛られたような具体的な徳目は、基本法の性格になじまないと思う。法文化されれば、必然的に権威主義的な色彩を帯びてしまう」と述べている。

### 日本と韓国・朝鮮に関する見解
韓国SGIの機関紙和光新聞が池田の日本と韓国・朝鮮に関する見解を数度にわたり掲載している。

#### 和光新聞のコラムに掲載された歴史観
- 「貴国（韓国）は、まことに日本に“文化の師匠”の国で、教育でも兄さんの国です。私は心深い所から尊敬しています。それにもかかわらず、……貴国を侵略した日本はいくら愚かだったか。」[151]。
- 豊臣秀吉の朝鮮出兵を、朝鮮から仏教を初め、様々な文化的恩恵を受けたことを踏みにじる侵略だとして強く非難[152]。
- 日本は韓国と友情を結んで、韓国を尊敬して、韓国の心を学べばこそ平和と、繁栄の方向に進むことができる。しかし、韓国に対して傲慢になったら日本は必ず衰退して滅亡する。これが万代にかけて生命に刻まなければならない歴史観でまた人間の道だ」[153]。
- 「韓国が日本文化の“大恩である”ことは言うまでもない。仏教を含めてすべてのものに恩恵をこうむったと言っても過言ではない。（日本は）どうして“大恩である”国を裏切っただろうか」[154]。

## 事件・疑惑

### 大阪事件
1957年4月に行われた参院大阪地方区の補欠選挙で、池田が会員に戸別訪問を指示したとして逮捕される。同容疑で逮捕された京都の会員の供述による逮捕だったが、裁判では供述が信用できないとして退けられ、無罪判決が下りた。

### 選挙関与疑惑
自民党は1996年の衆議院予算委員会で、「創価学会の選挙運動への関与を究明する」という名目で池田の証人喚問を要求した。

### 信者暴行デマ
1996年、北海道創価学会の幹部だった女性が、「過去数回にわたり創価学会名誉会長池田大作から暴行された」との告発手記を『週刊新潮』に発表した後、女性とその夫が池田を相手取り損害賠償請求の訴えを起こした。内容は全くのデマであり、訴訟も金銭目当てであるとされた。判決も「訴権の濫用による却下」との判決が下る。

### 池田大作本仏論および神格化
池田は『聖教新聞』において、「代々の会長を神格化などしてはなりません」「私などを絶対視してはならない」「私自身、罪業深き、過ち多き身であることをよく知っております」と創価学会会長はあくまで信仰上の指導者であって、自身を含む歴代会長たちは神格化されるべきではない、と明言している。一方で、創価学会と対立する団体や批判者からは、創価学会員による池田大作・牧口常三郎・戸田城聖ら会長3名への「個人崇拝」があり、創価学会は日蓮仏法を信仰する仏教徒団体である以上に、実質的には「池田教」ではないかという批判もある。1983年（昭和58年）10月31日、元創価学会幹部の山崎正友の裁判に証人として出廷した際に、「一部の同志が調子に乗って自分を美化したのでは」という旨を述べている。仏教学者の松野純孝は、池田大作本仏論は「日蓮本仏論の当然の帰結」であると述べている。

### 池田大作暗殺計画
池田は過去に暗殺計画をかけられたことがある。

#### 藤原行正による暗殺計画
1988年、弟弟子であった藤原行正が池田を暗殺し、自分の息子を創価学会の会長に据える計画を立てる。実際に藤原は暴力団関係者と密会し、暗殺は実行寸前にまで至ったが、金銭トラブルから契約は頓挫し暗殺計画が発覚した。その後、藤原は『池田大作の素顔』という暴露本を出版し、池田に対抗した。

#### オウム真理教による暗殺計画
1993年12月18日に池田が創価大学での演奏会に出席するという情報を手に入れたオウム真理教は、かねてより仏敵と称していた池田大作をサリンでポア（殺害）しようと暗殺計画を実行した。しかし会館の警備を担当していた創価学会員に怪しまれ計画は頓挫、池田に被害はなく創価学会員数名が負傷した。

### 動静をめぐる報道
2011年に週刊文春が池田の「本当の病状」と題し、池田を担当していた看護師による病状の証言を記事として掲載した。しかし創価学会側が「該当する看護師は存在せず、証言は事実無根である」と抗議。週刊文春は2カ月後に「当時の編集長が再取材を行ったが、証言者が看護師であるとの確証を得るに至らなかった」とし、記事を取り消し謝罪した。死去後に週刊誌の取材で「少なくとも2015年頃までは、週に何度か限られた幹部と会い、大事な場面では判断を伝えることもあった」という学会本部の職員OBの話が報じられている。

## 評価

### 関係する人物や団体による称賛
- 田原総一朗(ジャーナリスト、評論家):「池田大作氏は宗教における“排除の壁”を見事に乗り越えた。どのような宗教も決して否定せず、他宗の信者たちともコミュニケーションを図り、信頼し合うことに成功した。この一点だけでも、私は池田大作氏を高く評価している」[163]。
- 佐藤優(作家):「池田大作の信仰、思想、行動を知ることが日本と世界の現在と未来を読み解く鍵になると筆者は確信している」[164]。
- ローレンス・E・カーター（モアハウス大学キング国際チャペル所長、牧師）：「差異を尊重する、本物の深い世界観とグローバルな宗教間対話を体現する人物は多くありませんが、池田会長は間違いなくその一人です」[165]。
- 安倍晋太郎：1958年、大石寺の大講堂完成記念の祝典に岸信介の代理で安倍晋太郎が出席して以来、何度も面会したという。「きれいな心で、学会のこと、世界のこと、人間と社会の話などを、私と語り合うことを、楽しみにしてくださっていたようである」と池田は述べている[166]。
- 冬柴鐵三（公明党元幹事長、国土交通大臣）：「人生で最も影響を受けた人物」「あらゆる面で影響を受けた」[167]。
- 遠藤乙彦（元外交官、公明党所属の国会議員）：「人生に関するどんなことでも相談して、教えを受けられる先生」、「池田先生の思想・仏教に基づいた教えに耳を傾ければ、もっと（世界の）問題が解決していくでしょう」[168]。

### 批判
- 田中角栄（元首相、自民党幹事長経験者）：秘書の早坂茂三によれば「池田大作はしなやかな鋼だ。煮ても焼いても食えない。公明党は法華さんの太鼓を叩くヒトラーユーゲントだ」[8][169]。
- 石原慎太郎：1999年東京都知事選挙を直前に控えた時期に、池田大作に対する人物評価を尋ねたアンケートに「一言で表現すれば、『悪しき天才、巨大な俗物』。」『週刊文春』 平成11年（1999年）3月25日号。
- ニコラエ・チャウシェスク：Jurnalul National（ルーマニア国営新聞）で池田を絶対的な権力を持っているよう他人へ見せかけるだけで強きものには諂い、弱きものには傲慢な態度で臨む小悪党だと批判[170]。

#### 批判する立場になったまたは袂を分けた元幹部
- 龍年光（元創価学会幹部・元公明政治連盟書記長・元公明党東京都議会議員）[171]
- 原島嵩（元創価学会教学部長）[32]
- 山崎正友（元創価学会副理事長・元顧問弁護士）[172]
- 竹入義勝（公明党元委員長）[173]
- 矢野絢也（公明党元委員長）[174]
- 福島源次郎（元創価学会副会長）[175]
- 石田次男（元公明党参議院議員）[176]
- 大橋敏雄（元公明党衆議院議員）[177]
- 桑原春蔵（元公明党大田区区議、元幹部）「池田が政治権力を握って天下を取るといった姿勢は、もはや信仰者ではない。信仰を利用した魔物」[178]
- 後呂雅巳（支部壮年長）[178]
- 山口隆司（元地方幹部）「池田大作の名誉欲達成のために、大変な資産と人生の半分を費やしたのが腹だたしい」[178]
- 鈴木広子（元地方幹部）[178]
- 細谷健範（元地方幹部）[178]

### エピソード
- イギリスの歴史学者であるトインビーは、池田との対談を終えた後に、「私は、母校であるオックスフォード大学の名誉文学博士をはじめ、五つの大学から名誉博士号を贈られております。あなたは、〝トインビー大学〟の最優等生です。必ず私以上に世界中から、名誉博士号を贈られるようになるでしょう」と語った[179]。
- 公明党設立後の翌年、評論家・高瀬広居は著書の中で、池田が数百万の信徒を抱える創価学会会長としての責任と立場について「日本の国主であり、大統領であり、精神界の王者であり、思想文化一切の指導者・最高権力者である」との気概を語ったことを紹介している。また、社会では、拡大を続ける組織の指導者として「神秘化された偶像」のようなイメージが生まれつつあったが、池田への複数回のインタビューを通して、情味豊かで思慮深く、しかも卓抜な決断力に富んでおり、理性的寛容さにあふれていたと述べている[180]。

## 家族
- 父 - 子之吉（ねのきち）[181][182]
- 母 - 一（いち）[182]

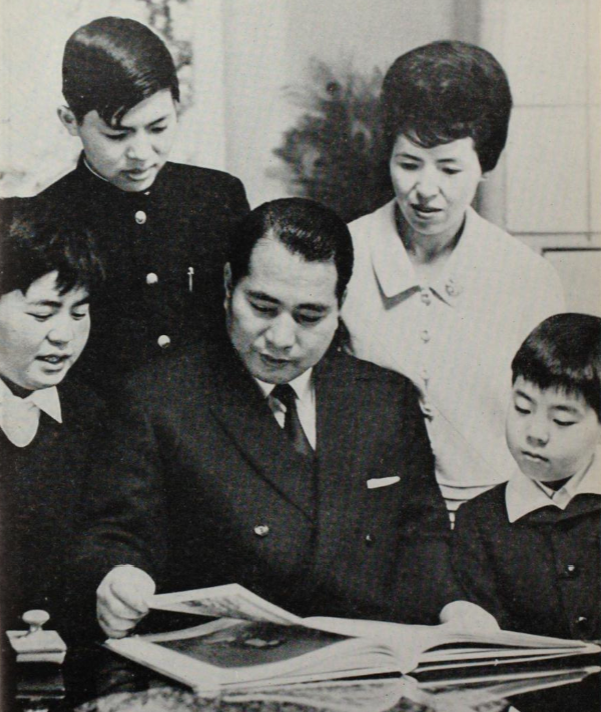
左から次男の城久、長男の博正、池田本人、池田香峯子、尊宏（1967年1月）

  - 長男 - : 4人の兄がおり長兄はビルマ（現：ミャンマー）で戦死[183]。
  - 次男 - : 4人の兄がいる[183]。
  - 三男 - : 4人の兄がいる[183]。
  - 四男 - : 4人の兄がいる[183]。
  - 五男 - 池田大作
  - 大作の妻 - 香峯子（かねこ）[182]
    - 長男 - 池田博正
    - 次男 - 池田城久 - 成蹊中学校・高等学校卒。1984年（昭和59年）10月3日、29歳で急逝。死因は胃穿孔。
    - 三男 - 池田尊弘

## 著書
- 『人間革命』 聖教新聞社
- 『新・人間革命』 聖教新聞社
- 『私の履歴書』 日本経済新聞社
- 『若き日の日記』
- 『忘れ得ぬ同志』 聖教新聞社
- 『心に残る人びと』 角川書店
- 『法華経の智慧』 聖教新聞社
- 『アレクサンドロスの決断』 集英社
- 『青春対話』 聖教新聞社
- 『母の詩』 聖教新聞社
- 『明日をみつめて（Embracing the Future）』ジャパンタイムズ
- 『ありがとう韓国』朝鮮日報

ほか共同著書として多数の著書を出版している。

## 対談集
- 『文明・西と東』リヒャルト・クーデンホーフ=カレルギー（1972年・サンケイ新聞社）[184]
- 『革命と生と死』大森実（1973年・講談社）[185]
- 『古典を語る』根本誠（1975年・潮出版社）[186]
- 『二十一世紀への対話』アーノルド・J・トインビー（1975年・文藝春秋）[187]
- 『人生問答』松下幸之助（1976年・潮出版社）[188]
- 『人間革命と人間の条件』アンドレ・マルロー（1976年・潮出版社）[189]
- 『四季の雁書　往復書簡』井上靖（1977年・潮出版社）[190]
- 『闇は暁を求めて』ルネ・ユイグ（1981年・講談社）[191]
- 『二十一世紀への警鐘』アウレリオ・ペッチェイ（1984年・読売新聞社）[192]
- 『社会と宗教』ブライアン・ウィルソン（1985年・講談社）[193]
- 『第三の虹の橋 : 人間と平和の探求  』アナトーリ・Ａ・ログノフ（1987年・毎日新聞社）[194]
- 『「平和」と「人生」と「哲学」を語る』ヘンリー・A・キッシンジャー（1987年・潮出版社）[195]
- 『内なる世界―インドと日本』カラン・シン（1988年・東洋哲学研究所）[196]
- 『二十一世紀への人間と哲学: 新しい人間像を求めて』ヨーゼフ・デルボラフ（1989年・河出書房新社）[197]
- 『「生命の世紀」への探究』ライナス・ポーリング（1990年・読売新聞社）[198]
- 『敦煌の光彩  : 美と人生を語る  』常書鴻（1990年・徳間書店）[199]
- 『世界市民の対話: 平和と人間と国連をめぐって』ノーマン・カズンズ（1991年・毎日新聞社）[200]
- 『大いなる魂の詩』チンギス・アイトマートフ（1991年・読売新聞社）[201]
- 『対談・太陽と大地開拓の曲：ブラジル移住八〇年の庶民史』児玉良一（1991年・第三文明社）[202]
- 『「宇宙」と「人間」のロマンを語る: 天文学と仏教の対話』チャンドラ・ウィックラマシンゲ（1992年・毎日新聞社）[203]
- 『デンバー大学名誉教育学博士｜池田大作先生の足跡』(1994年・創価学会) [204]